# Warungpring (onderdistrict)
Warungpring is een onderdistrict (kecamatan) in het regentschap Pemalang in de Indonesische provincie Midden-Java op Java, Indonesië.

## Verdere onderverdeling
Het onderdistrict Warungpring is anno 2010 verdeeld in 6 kelurahan, plaatsen en dorpen:
| Plaats code | Naam kelurahan, plaatsen en dorpen | Inwoners in 2010 |
| ----------- | ---------------------------------- | ---------------- |
| 001         | Pakembaran                         | 3.591            |
| 002         | Warungpring                        | 14.583           |
| 003         | Karangdawa                         | 1.691            |
| 004         | Datar                              | 2.518            |
| 005         | Cibuyur                            | 7.564            |
| 006         | Mereng                             | 7.927            |